# یک بوس کوچولو
یک بوس کوچولو فیلمی به کارگردانی بهمن فرمان آرا ساخته سال ۱۳۸۳ است.

## خلاصه فیلم
یک نویسنده پس از سال‌های طولانی به ایران برمی‌گردد و به خانه دوست دیگرش می‌رود که او هم نویسنده است. آنها سفری را به چند شهر ایران آغاز می‌کنند…

## بازیگران
- رضا کیانیان
- جمشید مشایخی
- جمشید هاشم‌پور
- هدیه تهرانی
- فاطمه معتمدآریا
- فخری خوروش
- مریم سعادت
- مهدی صفوی
- بابک حمیدیان
- هوشنگ حریرچیان
- هدایت هاشمی
- پیام دهکردی

## جوایز و نامزدها
| ۱۳۸۵ | نهمین دوره جشن حافظ |                         |             |       |
| ۱۳۸۵ | نهمین دوره جشن حافظ | بهترین بازیگر مرد سینما | رضا کیانیان | برنده |

## دربارهٔ فیلم
این فیلم به شرح سفر و در نهایت مرگ دو شخصیت به نام‌های اسماعیل شبلی و محمد رضا سعدی می‌پردازد که به باور منتقدین اشاراتی به دو نویسنده و هنرمند معاصر اسماعیل فصیح و ابراهیم گلستان دارد.

## حاشیه
بهمن فرمان آرا، نویسنده و کارگردان فیلم، ارتباط مستقیم بین شخصیت‌های این فیلم و شخصیت‌های واقعی را رد کرده است؛ ولی همچنین گفته است: «قصد ندارم بگویم این نشانه‌ها در فیلم من تصادفی و اتفاقی است، اما قرار هم نبوده که دربارهٔ ابراهیم گلستان فیلم بسازم… در بعضی نوشته‌ها می‌خوانم که می‌گویند ابراهیم گلستان به صراحت حرف‌هایش را زده، اما فرمان آرا شهامت نداشته مستقیم و با نشانی دقیق به شخصیت گلستان بپردازد. این‌ها احترام و ادب من را به بی شهامتی تعبیر کردند.»
امید طبیب‌زاده در مقدمه کتاب جشن‌نامه ابوالحسن نجفی می‌نویسد:
... من یقین دارم شبلی در آن فیلم کسی جز خود نجفی نبوده است- و می‌دانیم که اسم پسر دلبند نجفی نیز شبلی است. اما اینکه سعدی در آن فیلم به کدام جرثومه اشاره دارد، هیچ مهم نیست…